# In dubio pro reo
In dubio pro reo (с лат. — «В случае сомнения — в пользу обвиняемого») — латинское крылатое выражение, принцип права, с ярко выраженным защитным характером в пользу обвиняемого, обозначающий, что сомнительные моменты толкуются в пользу подсудимого. То есть, если обстоятельства дела допускают благоприятную для обвиняемого интерпретацию, именно она должна применяться. В частности, если деяние может быть классифицировано по нескольким статьям уголовного кодекса, то должна применяться более мягкая статья.
Часто используется при обращении к принципу презумпции невиновности, который предприсывает трактовать ситуацию, в которой возможны несколько объяснений произошедшего с точки зрения уголовного закона, в пользу защищающейся стороны.

## Происхождение
Главный принцип, заключённый в этом высказывании, был частью понимания закона Аристотелем, что позже стало одним из принципов римского права: Favorabiliores rei potius quam actores habentur (Дигесты Юстиниана I, D.50.17.125); приблизительный перевод: «В пользу ответчика обстоятельства, но не истца». Однако именно в конкретной формулировке In dubio pro reo этот принцип не звучал, пока миланский юрист Эгидио Босси (1487—1546) именно в таком виде не написал его в своих трактатах.

## Особенности применения

### Германия
В немецком праве этот принцип не нормирован сам по себе, в изначальной формулировке, но вытекает из статьи 103(2) Конституции Германии: «Деяние может повлечь наказание, только если наказуемость деяния была установлена законом до его совершения», 6 статьи Европейской конвенции о защите прав человека и основных свобод: «Каждый обвиняемый в совершении уголовного преступления считается невиновным, до тех пор пока его виновность не будет установлена законным порядком», а также из § 261 Уголовно-процессуального кодекса ФРГ: «О результате исследования доказательств суд принимает решение в соответствии со своим свободным убеждением, основанным на общей оценке разбирательства». Принцип имеет конституционный статус. Широкое использование термина в немецком законодательстве задокументировано Фридрихом Шпее фон Лангенфельдом в 1631 году.

### Российская Федерация
Положения презумпции невиновности в истории России применялись с XVII века, а именно частично начали упоминаться в Соборном уложении 1649 года. После этого законодательно закрепить принцип презумпции невиновности попыталась Екатерина II в 1767 году в Наказе комиссии о составлении нового уложения, где она указывала своё отрицательное отношение к получению доказательств с помощью пыток; после неё этот принцип упоминался в 3 главе Уложения о наказаниях 1845 года, а именно что совершение преступления должно быть «несомненно доказано», обвинение в совершении преступления «должно быть вменено подсудимому или подсудимым в вину» и только тогда наказание может быть определено судом. В современном российском законодательстве этот принцип закреплен в статье 49 Конституции РФ:

1. Каждый обвиняемый в совершении преступления считается невиновным, пока его виновность не будет доказана в предусмотренном федеральным законом порядке и установлена вступившим в законную силу приговором суда.

2. Обвиняемый не обязан доказывать свою невиновность.

3. Неустранимые сомнения в виновности лица толкуются в пользу обвиняемого.

и также отражён в пункте 1 статьи 14 Уголовно-процессуального кодекса РФ как основополагающий принцип: «Обвиняемый считается невиновным, пока его виновность в совершении преступления не будет доказана в предусмотренном настоящим Кодексом порядке и установлена вступившим в законную силу приговором суда».

### Швейцария
В Швейцарии выработался противоположный in dubio pro reo принцип лат. in dubio pro duriore, официального перевода которого источники не дают, но дословно (in — в, dubio — сомнение; pro — за; duriore — тяжелее, суровее) «при сомнении — по наиболее строгому варианту». Применяется в уголовном процессе как основание для начала дознания: в случае сомнений у полиции, начинать ли дознание, или сомнений прокурора о квалификации преступления, полиция начинает дознание в обязательном порядке, а прокурор открывает производство и составляет обвинение по наиболее тяжкому преступлению. В то же время при избрании меры пресечения или постановления приговора суд исходит из презумпции невиновности (ст. 10 УПК, ст. 32 Конституции Швейцарии) и применяется принцип in dubio pro reo — все сомнения в пользу обвиняемого, таким образом в уголовном процессе Швейцарии эти два принципа уравновешивают друг друга.